# شهرستان اسفراین
شهرستان اسفراین از شهرستان‌های استان خراسان شمالی است. مرکز آن شهر اسفراین است. بر پایه سرشماری عمومی نفوس و مسکن در سال ۱۳۹۵ جمعیت این شهرستان ۱۲۰۵۱۳ نفر (برابر با ۳۶۵۱۹ خانوار) بوده است.

## موقعیت جغرافیایی
اسفراین بین ۵۶ درجه و ۵۷ دقیقه تا ۵۸ درجه و ۷ دقیقه طول شرقی و ۳۶ درجه و ۴۰ دقیقه تا ۳۷ درجه و ۱۷ دقیقه عرض شمالی واقع شده است. این شهرستان از جنوب با شهرستان‌های جوین و جغتای، از شرق با شهرستان بام و صفی‌آباد، از شمال با شهرستان‌های فاروج و شیروان و بجنورد و از غرب با شهرستان جاجرم همسایه است. اسفراین در حاشیه جنوبی کوه‌های آلاداغ که خود در امتداد شرقی رشته کوه البرز قرار دارد و در قسمت جنوبی به ارتفاعات جغتای می‌پیوندد. مرکز شهرستان اسفراین شهر اسفراین و ارتفاع آن از سطح دریا ۱۲۶۰ متر است.
قله شاه جهان در آلاداغ بلندتر از قله‌های دیگر کوه‌های شانو، دلقره، برمهان، پاتو، نادری، خیبران، ارسن، کول، گاوتیغ و قره داش است. ادامه کوه‌های آلاداغ در قسمت غربی شهرستان اسفراین با نام سالوک معروف است. رشته کوه دیگری که به موازات رودخانه جوین قرار دارد در جهت جنوب شرقی- شمال غربی، بین شهرستان‌های اسفراین و سبزوار امتداد پیدا کرده است. ارتفاع این رشته کوه از سطح دریا ۱۳۵۳ متر است و مهم‌ترین آن‌ها کوه تپه سیاه و هرده گچی می‌باشد.
با داشتن مجموعه صنعتی اسفراین و کارخانه لوله گستر اسفراین از شهرهای مهم صنعتی شرق ایران می‌باشد.
این شهر دارای چندین دانشگاه و دانشکده از جمله دانشگاه پیام نور، دانشگاه آزاد، دانشکده فنی و مهندسی اسفراین و دانشکده علوم پزشکی و خدمات بهداشتی درمانی اسفراین می‌باشد.

## تقسیمات کشوری
- بخش مرکزی شهرستان اسفراین
  - دهستان آذری
  - دهستان روئین
  - دهستان میلانلو

شهرها: اسفراین
- بخش زرق‌آباد
  - دهستان زرق‌آباد
  - دهستان دامنکوه

## پوشش گیاهی
پوش گیاهی اسفراین

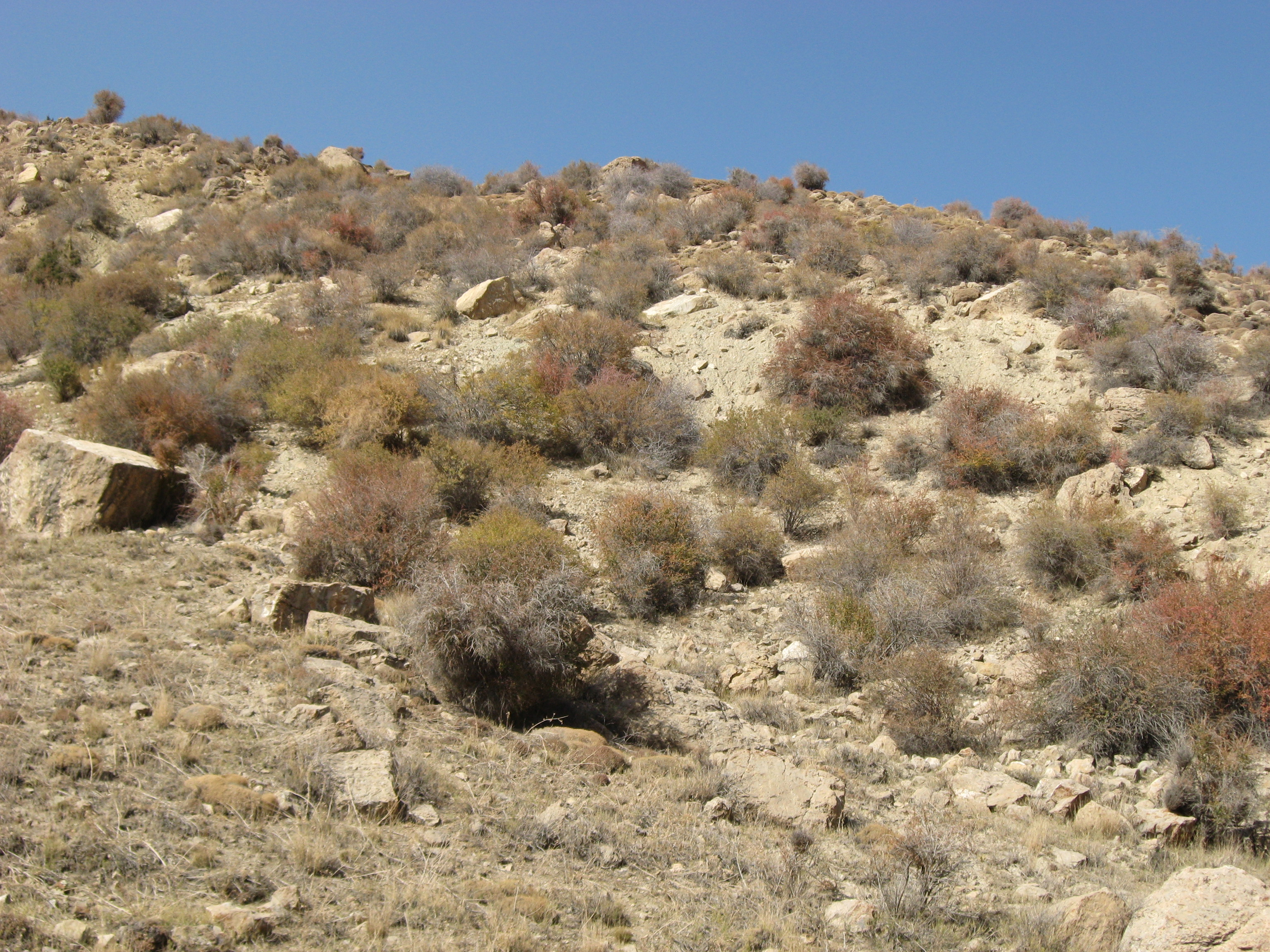
پوشش گیاهی بخش کوهستانی شمال روستای زالی، ۱۳۹

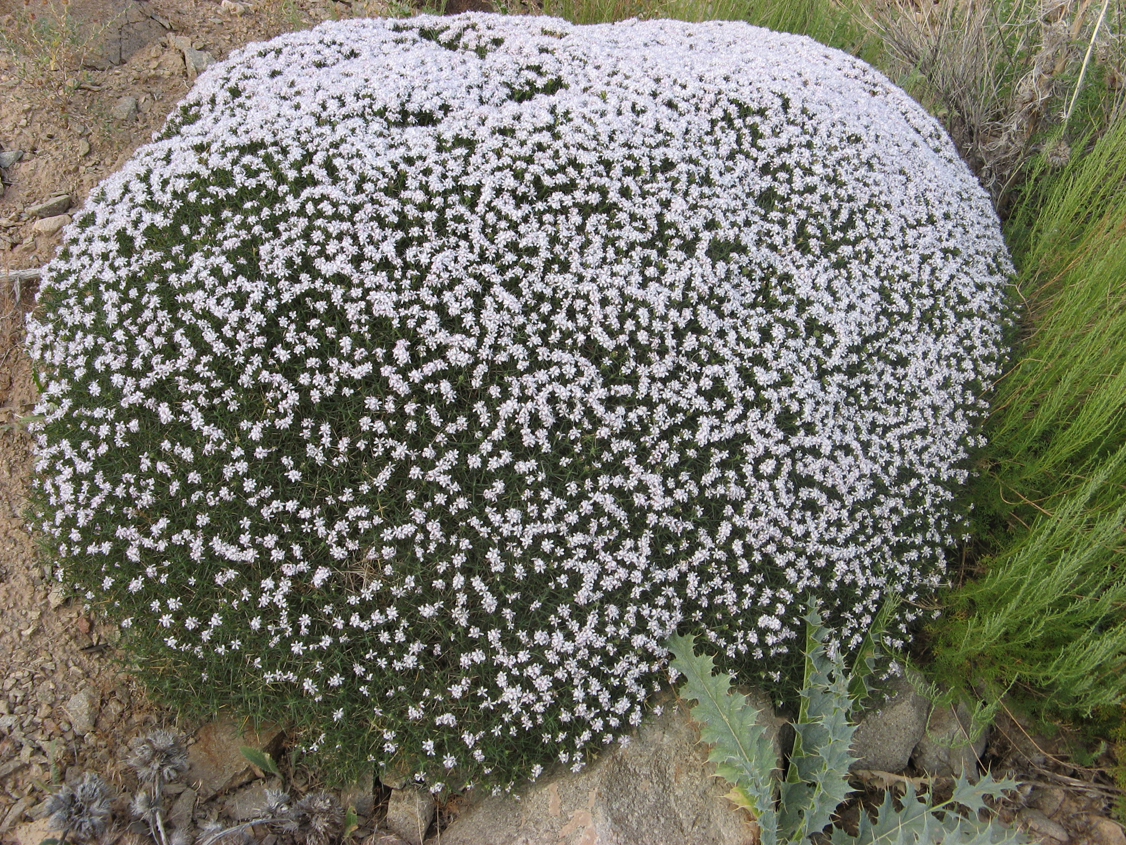
نمونه گونهای روستای زالی۱۳۹۰

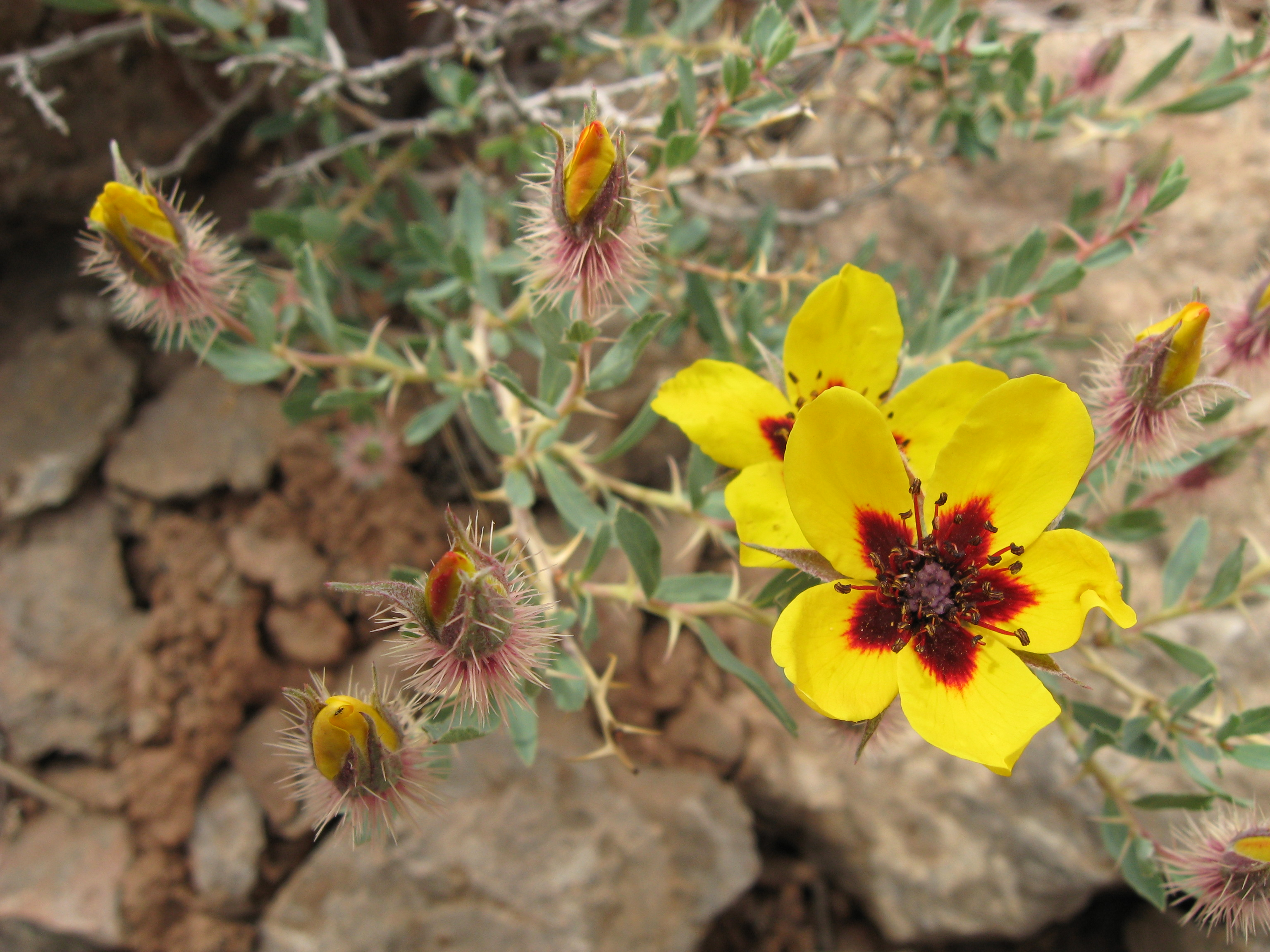
درختچه ورک از پوشش گیاهی روستای زالی، ۱۳۸۶

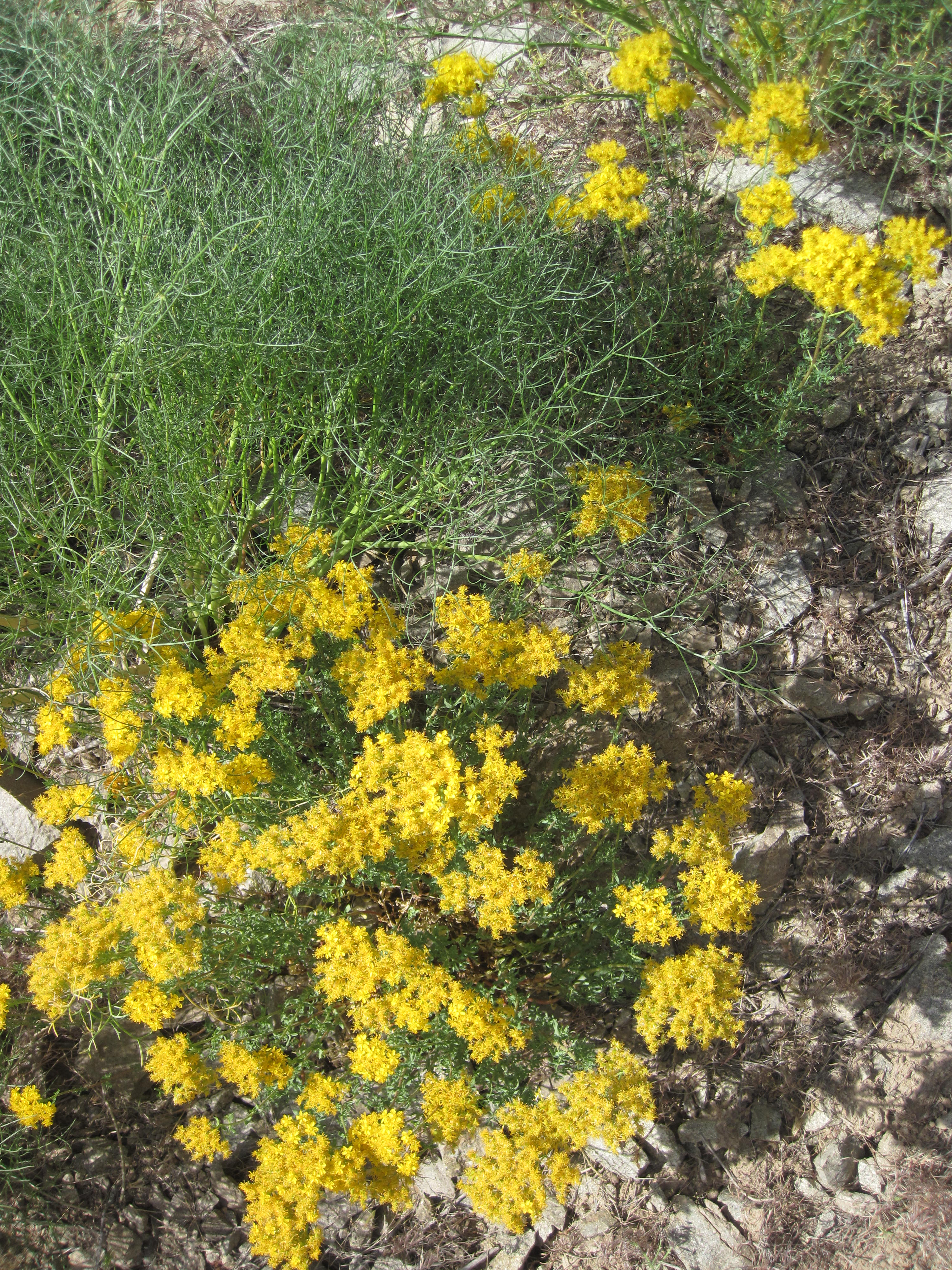
پوشش گیاهی روستای زالی، ۱۳۸۹، عکس از: احمد نیک گفتار

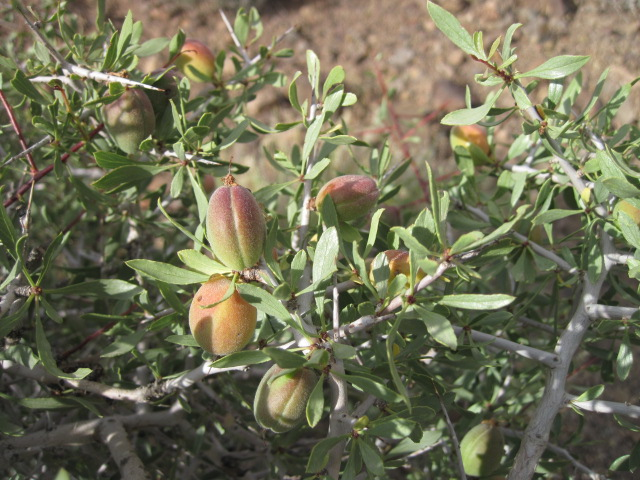
نمونه‌ای ازدرختچه بادامچاهی ازپوشش گیاهی روستای زالی

درخت بادام ازپوشش گیاهی روستای زالی ۱۳۹۱

در شهرستان اسفراین دو نوع پوشش گیاهی طبیعی قابل تشخیص است.
الف- جنگل‌ها و مراتع: براساس آمار اداره کشاورزی اسفراین سطح جنگل‌ها و مراتع این شهرستان حدود ۰۰۰/۴۵۰ هکتار می‌باشد که نسبت به کل اراضی زراعی تحت آیش و کشت‌های مختلف و باغات که حدود ۷۵۰۰۰ هکتار است رقم قابل ملاحظه‌ای را تشکیل می‌دهد. در این جنگل‌ها که در ارتفاعات شمالی و شمالی شرقی قرار دارند، درختان و درختچه‌هایی مانند پسته، انار، سماق، زبان گنجشک، انجیر، زالزالک، ارغوان، زغال‌اخته، گلابی وحشی، سنجد وحشی (در دره‌ها) و غیره را می‌توان نام برد.
در ارتفاعات ساریگل، سالوک، شاه‌جهان جنگل‌های پراکنده‌ای از درخت ارس نیز وجود دارند که در حقیقت نمی‌توان به آن‌ها جنگل گفت. این درختان توسط اداره محیط زیست شهرستان اسفراین حفاظت می‌شوند.
قسمتی از مراتع شهرستان اسفراین مراتع مشجر هستند؛ یعنی مراتع و جنگلهای تنک در کنار هم قرار دارند. ۶۰ درصد مراتع حوضه استحفاظی ادارهٔ جنگلبانی اسفراین که بیشتر در ارتفاعات مشرف به شهرستان بجنورد و شیروان هستند مراتع ییلاقی می‌باشند که به سه دسته تقسیم می‌شوند.
۱- مراتع درجه ۱، ۱۰ درصد
۲- مراتع درجه ۲، ۳۰ درصد
۳- مراتع درجه ۳، ۶۰ درصد
۴۰ درصد بقیه مراتع که در جنوب و جنوب غربی شهرستان پراکنده‌اند مراتع قشلاقی هستند. ۸۰ تا ۸۵ درصد مراتع قشلاقی درجه ۳ و ۱۵ درصد بقیه جز مراتع درجه ۲ هستند.
متأسفانه به علت چرای بی‌رویه دامها مراتع در حال تخریب هستند و از وسعت آن‌ها کاسته می‌شود.
ب- گیاهان و بوته‌ها و درختچه‌های پراکنده: این نوع پوشش گیاهی نیز شامل دو قسمت است.
۱- منطقة شمال و شمال‌شرقی که کوهستانی هستند و گیاهان موجود بیشتر شامل گونه‌هایی از قبیل انواع گون، قیاق، پیاز کوهی، فرز، درمنه، خارشتر، بارهنگ، ورک، اسپند، پونه، قارچ، زرشک معمولی است و به آن زرک می‌گویند)، قسنی، استادقدوس، قرپچ (که قبلاً به عنوان ماده‌ای برای شستشو استفاده می‌شده است)، نخود وحشی، بومادران و…. است.
نوعی گون به نام Astragalus siliquosus در شیب شمالی کوه شاه‌جهان از طرف روستای در پرچین در ارتفاعات ۲۵۰۰–۱۷۰۰ متر مشاهده می‌شود.[۳] گون از نظر اقتصادی حایز اهمیت خاصی است و همه ساله مقدار قابل توجهی کتیرا ازآن به دست می‌آید.
۲- منطقة جنوب و جنوب غربی که شامل تپه ماهور و تپه‌های نسبتاً مرتفع هستند. گیاهان موجود در این منطقه شامل گونه‌هایی مثل، درمنه، تلخه‌بیان، خار زرد و خار بادبر، بومادران، سالیکورنیا و سالسولا، اسپند، درمنه دشتی، بادبرو … می‌باشد.
قسمتهایی از مراتع شمالی از جمله اطراف روستای سارمران و ارتفاعات شاه‌جهان به دلیل وجود شکار فراوان از زمان رژیم گذشته حفاظت شده اعلام شده است.

## حیات وحش اسفراین
شهرستان اسفراین به دلیل موقعیت جغرافیایی و وجود مراتع و جنگل‌های پراکنده زیستگاه مناسبی برای حیوانات وحشی است. عمده‌ترین آن‌ها عبارتنداز:
شغال، گورکن و خرگوش که بیشتر در دشت‌ها دیده می‌شوند.
علاوه بر حیوانات فوق، انواع مختلف مار از جمله افعی و کبری، انواع پرندگان همچون، جغد، چوب پا، بوف، سبزقبا، زاغی، کبک، تیهو، زنبورخور، قرقاول، پرستو، لاشخور، انواع گنجشک، انواع بلبل، بلدرچین، سینه سرخ، و غیره نیز در اسفراین وجود دارند.